# ويليام الكسندر روب كير
ويليام الكسندر روب كير هو مدرس كندي، ولد في 29 سبتمبر 1875 في تورونتو في كندا، وتوفي في 19 يناير 1945 في إدمونتون في كندا.